# Sacrifice (모터헤드의 음반)
| 전문가 평가 | 전문가 평가 |
| 평가 점수   | 평가 점수   |
| 출처        | 점수        |
| ----------- | ----------- |
| AllMusic    | [ 1 ]       |
| Rock Hard   | [ 2 ]       |

《Sacrifice》는 영국의 헤비 메탈 밴드 모터헤드의 열두 번째 스튜디오 음반이다. 1995년 3월 27일, 스팀해머를 통해 발매되었다. 이번 음반은 마이클 버스턴이 음반 녹음 후 밴드를 탈퇴함에 따라 레미 킬미스터, 필 캠벨, 마이클 버스턴, 미키 디의 4인조 라인업이 돋보이는 두 번째이자 마지막 음반이다.

## 발매
이전 음반과 마찬가지로 큰 성공을 거두지도 못했고 음반 차트에도 큰 영향을 미치지도 못했다. 새 레이블로 《Bastards》에 비해 정확하게 발매되었고, 타이틀곡은 라이브 세트에 한동안 머물렀지만 이번 음반에 대해 주목할 만한 내용이 많이 쓰여지지 않았다.
타이틀곡은 레미가 출연하는 영화 《트로미오와 줄리엣》에 사용됐다.
미국판 음반 커버에는 마이클 버스턴이 에어브러시를 했지만 조엘 맥아이버의 책 《Overkill: The Untold Story of Motörhead》에 따르면 레미는 이것이 음반사의 아이디어이지 그들의 아이디어가 아니라고 주장했다.
"버튼이 어떻게 우리를 고소할 수 있었는지, 그리고 그가 옳을지를 보는 것은 어리석은 일입니다, 왜냐하면 그는 음반에 있기 때문입니다."

새로운 기타리스트를 고용하는 대신, 밴드는 3인조로 돌아가기로 결정했다.

## 커버 아트
소매 예술가인 조 페타뇨는 그의 그림에 성기에 대한 언급을 삽입한 것으로 잘 알려져 있으며, 이 또한 예외는 아니었다. 그는 다음과 같이 평했다.
"그들은 혀의 성기를 없애기 위해 모든 힘을 다했습니다. 성기가 사람을 열받게 하는 건 놀라운 일이에요 이건 레미의 농담이에요 우리는 성기를 좋아하고 《Another Perfect Day》는 우리가 농담하는 더블 도그 틱이 있었어요. 위장은 지옥으로 보내지는 무리들이에요. 마땅히 있어야 할 곳이죠 끝없는 싸움, 증오, 전쟁, 무지를요. 그래도 또요. 사람들은 저를 반종교적이라고 생각하지만, 저는 그렇습니다. 사람들은 제가 반국가적이라고 생각하지만, 저는 그렇습니다. 사람들은 날 반전론자로 생각해요 저는 한 개인이 온전해지는 것을 방해하는 어떤 것이든 반대합니다. 제 의견은 사람들을 자극해서 서로를 죽이려는 것이 아닙니다. 저는 인간과 영혼의 균열을 치료하려고 노력 중입니다. 저는 유언비어예요. 저는 사람들을 다시 정의와 자유의 길로 돌아오게 하려고 합니다."

## 곡 목록
모든 곡들은 특별한 언급이 없는 한 레미 킬미스터, 필 캠벨, 마이클 버스턴 그리고 미키 디에 의해 작사/작곡하였다.
| #   | 제목                      | 작사·작곡 | 재생 시간 |
| --- | ------------------------- | --------- | --------- |
| 1.  | 〈Sacrifice〉             |           | 3:16      |
| 2.  | 〈Sex & Death〉           |           | 2:02      |
| 3.  | 〈Over Your Shoulder〉    |           | 3:17      |
| 4.  | 〈War for War〉           |           | 3:08      |
| 5.  | 〈Order/Fade to Black〉   |           | 4:02      |
| 6.  | 〈Dog-Face Boy〉          |           | 3:25      |
| 7.  | 〈All Gone to Hell〉      |           | 3:41      |
| 8.  | 〈Make 'Em Blind〉        | 킬미스터  | 4:25      |
| 9.  | 〈Don't Waste Your Time〉 | 킬미스터  | 4:52      |
| 10. | 〈In Another Time〉       |           | 3:09      |
| 11. | 〈Out of the Sun〉        |           | 3:43      |